# Agapetes merrilliana
Agapetes merrilliana là một loài thực vật có hoa trong họ Thạch nam. Loài này được (Hayata) Nakai mô tả khoa học đầu tiên năm 1936.